# Aktinorrhiza
Aktinorrhiza er betegnelsen for de rodknolde, der opstår hos bestemte dækfrøede planter. I knoldene dannes en symbiose mellem planten og kvælstoffikserende bakterier af slægten Frankia. Med undtagelse af den urteagtige slægt Datisca er alle aktinorrhiza-planter træer eller buske. Mange er pionerplanter i de tidlige successionstrin. Ofte er de de første planter, som finder fodfæste på et sted, hvor der har været en forstyrrelse. Nogle er specialiserede til livet på ekstreme voksesteder som f.eks. oversvømmede områder, varme og tørre steder eller klippesprækker. Aktinorrhizaplanter er de vigtigste bidragydere med hensyn til kvælstoffiksering i store områder af verden, og de er særligt væsentlige i de tempererede skove. Den målte kvælstoffikseringsrate for visse ellearter er så høj som 300 kg N²/ha/år, dvs. tæt på de højeste rater, der er noteret for bælgplanter. Planterne bliver brugt af mennesker til mange formål: til jordforbedring, som tømmer og brænde, til kystbeskyttelse og til bekæmpelse af ørkenspredning.

## Symbiotiske planteslægter
Aktinorrhiza kendes fra 24 slægter, som hører hjemme i 8 familier og 3 ordener.:
- Bøge-ordenen
  - Birke-familien
    - El

  - Pors-familien
    - Pors
    - Bregnepors
- Græskar-ordenen
  - Garvebusk-familien
    - Garvebusk

  - Datiscaceae
    - Datisca
- Rosen-ordenen
  - Jerntræ-familien
    - Gymnostoma
    - Jerntræ
    - Allocasuarina
    - Ceuthostoma

  - Sølvblad-familien
    - Sølvblad
    - Havtorn
    - Bøffelbær

  - Korsved-familien
    - Colletia
    - Discaria
    - Kenthrothammus
    - Retanilla
    - Telguenea
    - Trevoa
    - Ceanothus

  - Rosen-familien
    - Rypelyng
    - Purshia
    - Cowaniana
    - Cercocarpus
    - Chamaebatia

## Spredning og økologi
Aktinorrhizaplanter findespå alle kontinenter undtagen Antarktis. Deres evne til at danne kvælstoffiksrende knolde giver dem en konkurrencefordel på magre jorde. Derfor er de fleste aktinorrhizaplanter pionerarter, som koloniserer unge jordtyper, hvor der er mangel på tilgængeligt kvælstof, som f.eks. moræne, vulkanske aflejringer eller klitter. Da de er blandt de første arter, som koloniserer forstyrrede miljøer, spiller aktinorrhizatræer og -buske en afgørende rolle ved at berige jorden og muliggøre etablering af andre arter i en økologisk succession. Aktinorrhizaplanter som f.eks. El er også almindelige i skovene langs vandløb.

## Oprindelse
Der findes ingen fossile rodknolde, men fossilt pollen fra planter, som ligner moderne aktinorhizaarter, er fundet i aflejringer, der er 87 millioner år gamle. Oprindelsen til det symbiotiske fællesskab er stadig usikker. Evnen til at gå i kompaniskab med Frankia er et polyfyletisk karaktertræk, som sandsynligvis blev udviklet uafhængigt hos forskellige plantegrupper. Omvendt er de to vigtigste grupper af planter med kvælstoffiksering, aktinorrhizaplanter bælgplanter, fælles om en ret tæt forfader, eftersom de alle hører hjemme i en gruppe indenfor rosen-ordenen, som ofte kaldes ”kvælstoffikseringsgruppen”. Denne forfader kan have udviklet en ”tilbøjelighed” til at indgå i symbiose med kvælstoffikserende bakterier, og det førte så til en uafhængig skabelse af symbiotiske evner hos forløberne for aktinorrhiza- og bælgplanter. Det genetiske program, der blev brugt for at skabe symbiosen har sandsynligvis inddraget elementer fra mykorrhizasymbiosen, som er et meget ældre og vidt udbredt symbiotisk fællesskab mellem planter og svampe.

## De symbiotiske knolde
Som det er hos bælgplanterne, bliver knolddannelsen begunstiget af kvælstofmangel og hæmmet af høje kvælstofkoncentrationer. Man har beskrevet to infektionsmekanismer, som er knyttet til forskellige arter: Den første findes hos arter af Casuarina og El og kaldes rodhårsinfektion. I dette tilfælde begynder infektionen med en intracellulær infektion gennem et rodhår, og den følges op med skanelsen af et primitivt, symbiotisk organ, der mangler en specialiseret organdannelse, en forknold. Den anden infektionsmekanisme kaldes intracellulær adgang, og den er grundigt beskrevet for arter af Discaria. I dette tilfælde trænger baktrierne ind i roden ved at vokse ind mellem cellerne i epidermis og derfra ind mellem barkcellerne. Senere trænger Frankia ind i cellerne, men der dannes ikke nogen forknold. I begge tilfælde fører infektionen til celledelinger i pericyklen og dannelse af et nyt organ, som består af adskillige lapper, der svarer til siderødder, anatomisk set. Dette organ er aktinorrhizaknolden. Barkceller i knolden bliver invaderet af Frankia-strenge, som kommer fra infektionsstedet eller fra forknolden. Aktinorhizaknolde har i almindelighed en ubegrænset vækst, for nye celler bliver hele tiden produceret ved spidsen af knolden og bliver straks inficeret. De modne celler i knolden er fyldt med bakteriestrenge, som aktivt fikserer kvælstof.
Der findes kun en smule viden om de mekanismer, der fører til knolddannelsen. Man har ikke fundet noget, som svarer til nodfaktorerne hos bælgplanterne, men flere af de gener, der vides at deltage i dannelsen og styringen af bælgplanteknolde (og som koder for hæmoglobin og andre knoldproteiner) findes også hos aktinorrhizaplanter, hvor de formodes at spille tilsvarende roller. Manglen på genetisk værktøj hos Frankia og hos aktinorrhizaarterne har været en hovedfaktor bag den ringe forståelse af denne symbiose, men den nylige klarlæggelse af 3 Frankia-genomer og udviklingen af RNAi og genomværktøj hos aktinorrhizaarter burde hjælpe til en langt bedre forståelse i de kommende år.

## Eksterne links
- University of Connecticut: Frankia- og aktinorrhiza-side Arkiveret 6. august 2018 hos  Wayback Machine